# Shin Megami Tensei IV
Shin Megami Tensei IV est un jeu vidéo de rôle développé par Atlus sur Nintendo 3DS. Il est édité en mai 2013 au Japon puis en juillet de la même année aux États-Unis. Il sort également en octobre 2014 en Europe, exclusivement en version dématérialisée et en langue anglaise.
L'intrigue se concentre sur Flynn, un Samouraï chargé de protéger le royaume médiéval de Mikado des attaques de démons.

## Accueil
- Canard PC : 8/10[1]